# Vladimir Komarov (kosmonaut)

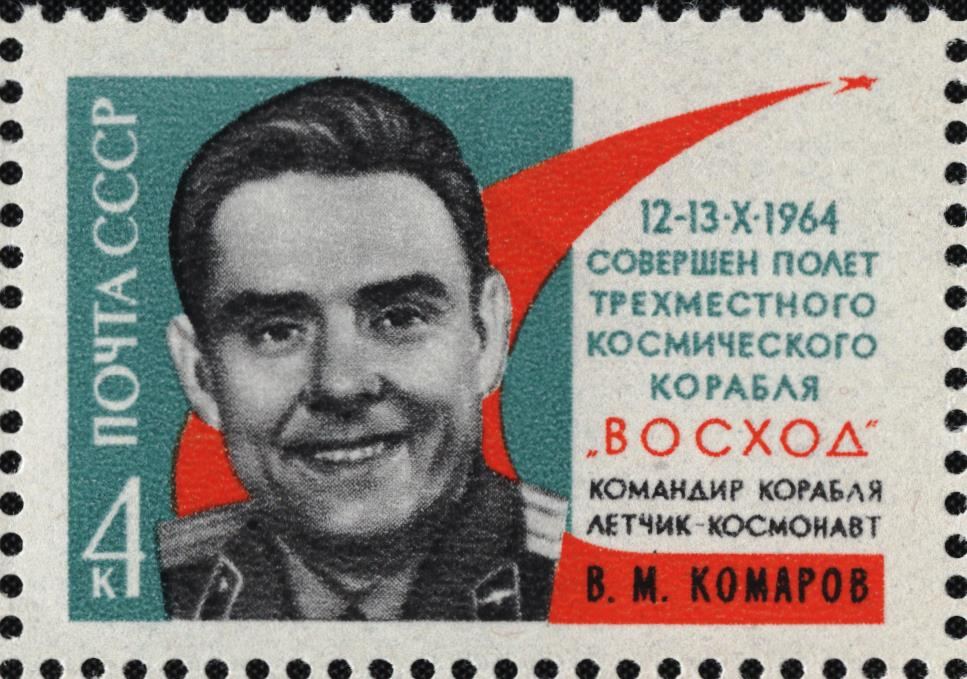
Vladimir Komarov op een postzegel uit 1964

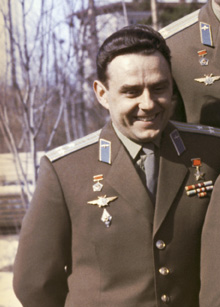
Valadimir Komarov 1965.

Vladimir Michailovitsj Komarov (Russisch: Владимир Михайлович Комаров) (Moskou, 16 maart 1927 – oblast Orenburg, 24 april 1967) was een Russisch ruimtevaarder (kosmonaut). Hij vloog twee keer in de ruimte. Hij kwam om het leven aan het eind van de ruimtevlucht met de eerste Sojoez.
Komarov werd geboren in Moskou, Rusland. Hij werd op 7 maart 1960 geselecteerd om opgeleid te worden in de eerste groep kosmonauten. Komarov was de reservebemanning voor ruimtevlucht Vostok 4. Hij werd tevens geselecteerd om in april 1964 te vliegen in de Vostok 7. Kort daarvoor echter werden alle verdere vluchten van het Vostokprogramma geschrapt; de laatste was Vostok 6.
Komarov werd voor het eerst gelanceerd op 12 oktober 1964 aan boord van de Voschod 1. Dit was de eerste ruimtevlucht met een bemanning bestaande uit meer dan één persoon. Het was de eerste van de twee bemande vluchten in het kader van het Russische Voschodprogramma. Komarov vloog als gezagvoerder met wetenschapper Konstantin Feoktistov en arts Boris Jegorov.
Op 23 april 1967 werd Komarov aan boord van de Sojoez 1 gelanceerd voor zijn tweede ruimtevlucht. Hij was het enige bemanningslid tijdens deze testvlucht. Het oorspronkelijke plan was om een dag later de Sojoez 2 te lanceren, waarna in de ruimte een uitwisseling van bemanningsleden zou plaatsvinden. Toen de Sojoez 1 in een baan om de aarde vloog, ontstonden er problemen met het ruimtevaartuig. Besloten werd om de vlucht in te korten en de lancering van de Sojoez 2 niet door te laten gaan. Een dag later, vlak voordat de Sojoez 1 zou landen, ontstonden er problemen met de parachutes. De capsule stortte met hoge snelheid op aarde neer en Komarov kwam om het leven. Hij was 40 jaar.
Komarov was gehuwd en had twee kinderen.
Hij was de eerste mens die stierf tijdens een ruimtemissie.